# Guy Fletcher
Guy Fletcher (n. 24 mai 1960, Maidstone, Kent, Regatul Unit) este un poli-instrumentist și muzician britanic, cel mai cunoscut pentru activitatea sa ca și claviaturist al trupei rock Dire Straits din 1984 până la destrămarea formației, dar și pentru colaborarea sa cu Mark Knopfler pe proiectele solo ale acestuia.
1. ↑  „Guy Fletcher”, Gemeinsame Normdatei, accesat în 3 mai 2014
2. ↑  „Guy Fletcher”, Gemeinsame Normdatei, accesat în 15 decembrie 2014
3. 1 2  Montreux Jazz Festival Database[*] Verificați valoarea |titlelink= (ajutor);